# Cees Broehs
Cees Broehs (Gouda, 13 maart 1917 - aldaar, 21 juli 2005), pseudoniem van Cornelis (Cees) Broekhuisen, was een Nederlandse beeldhouwer.

## Leven en werk
Cees Broehs was een zoon van de stoffeerder Anthony Broekhuisen en Martha Jacoba den Hollander. Hij was ontwerper bij de Koninklijke Plateelbakkerij Zuid-Holland in Gouda en bij Koch en Knuttel, een grafisch bedrijf in Rotterdam. Broehs was als beeldhouwer een autodidact en werkte in brons en in steen. Hij was lid van de Goudse kunstenaarsvereniging Burgvliet. Werk van Broehs staat onder meer in het Groenhovenpark in Gouda, een uit Franse kalksteen vervaardigd beeld "Teken" (zie: afbeelding). Dit beeld is direct in steen gehakt (en taille directe), zonder verdere technische hulpmiddelen. Naast beeldhouwer was Broehs ook tekenaar.

## Enkele werken in de openbare ruimte
- Groeivorm - Capelle aan den IJssel (1978)
- Zonder titel - Gouda (Lethmaetstraat - 1979)
- Teken - Gouda (Groenhovenpark - 1983)
- Twee reliëfs - Gouda (Agnietenkapel)

## Fotogalerij

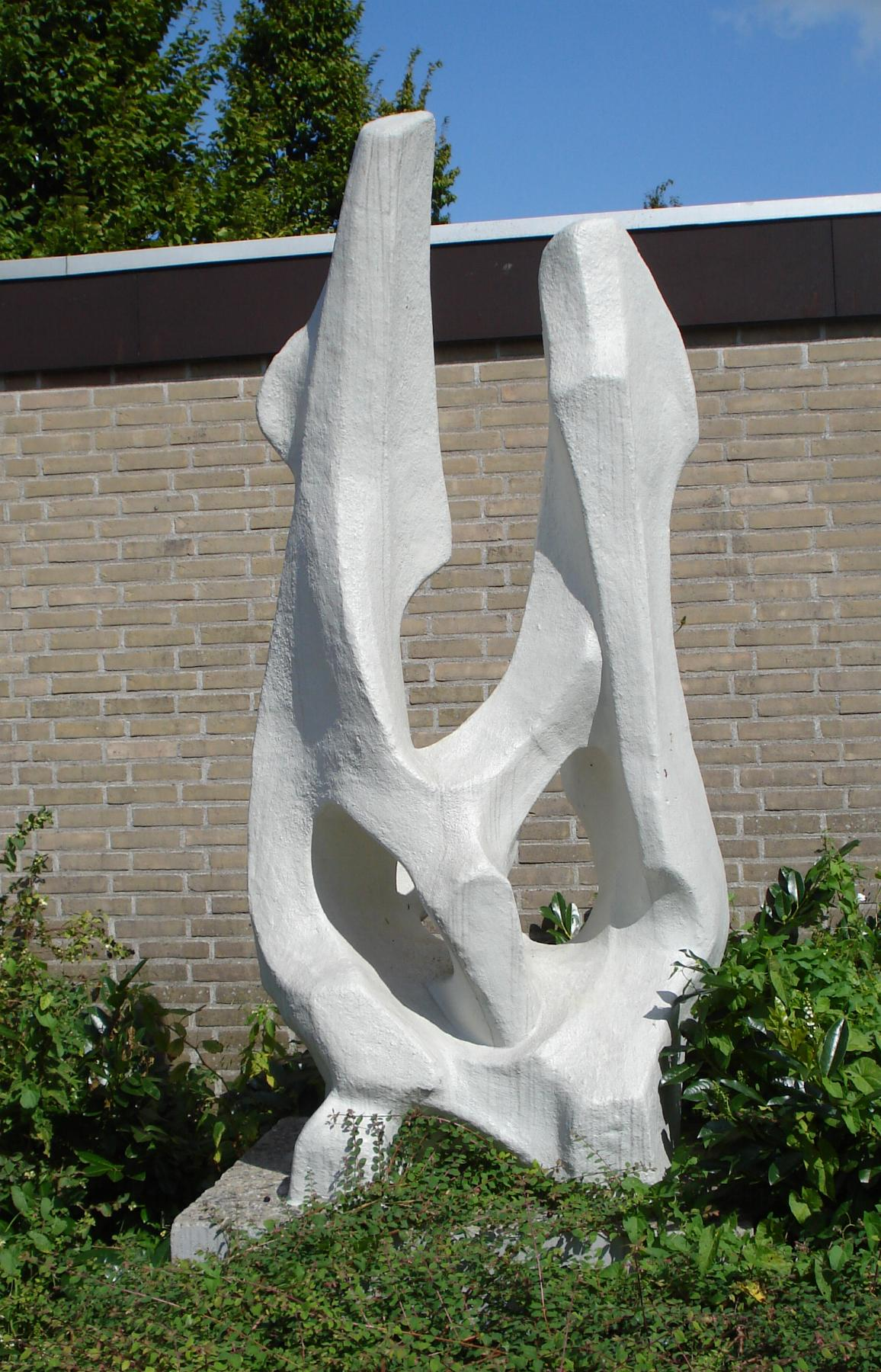
"Groeivorm" Capelle aan den IJssel
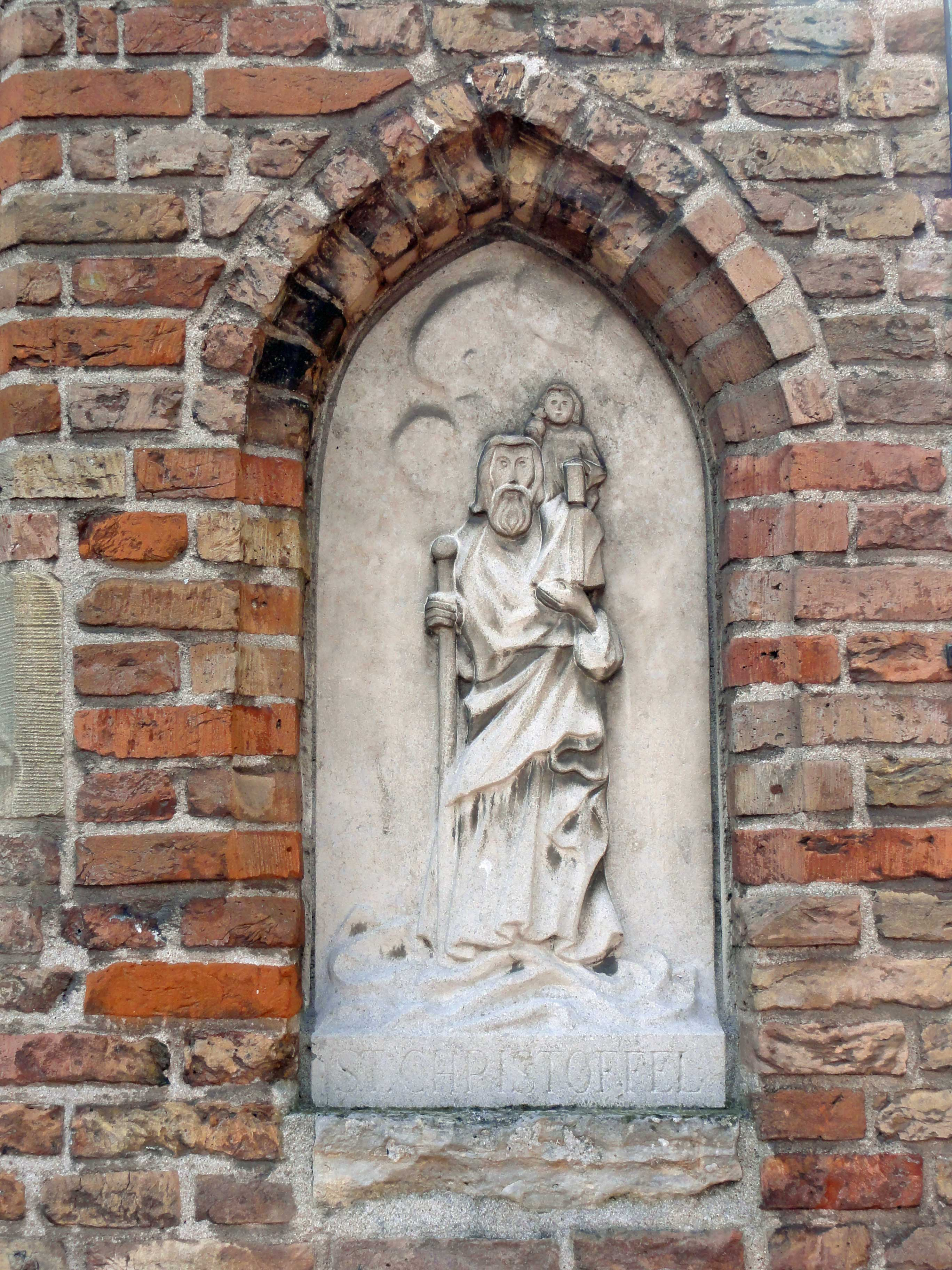
"Christoffel" Gouda (Agnietenkapel)
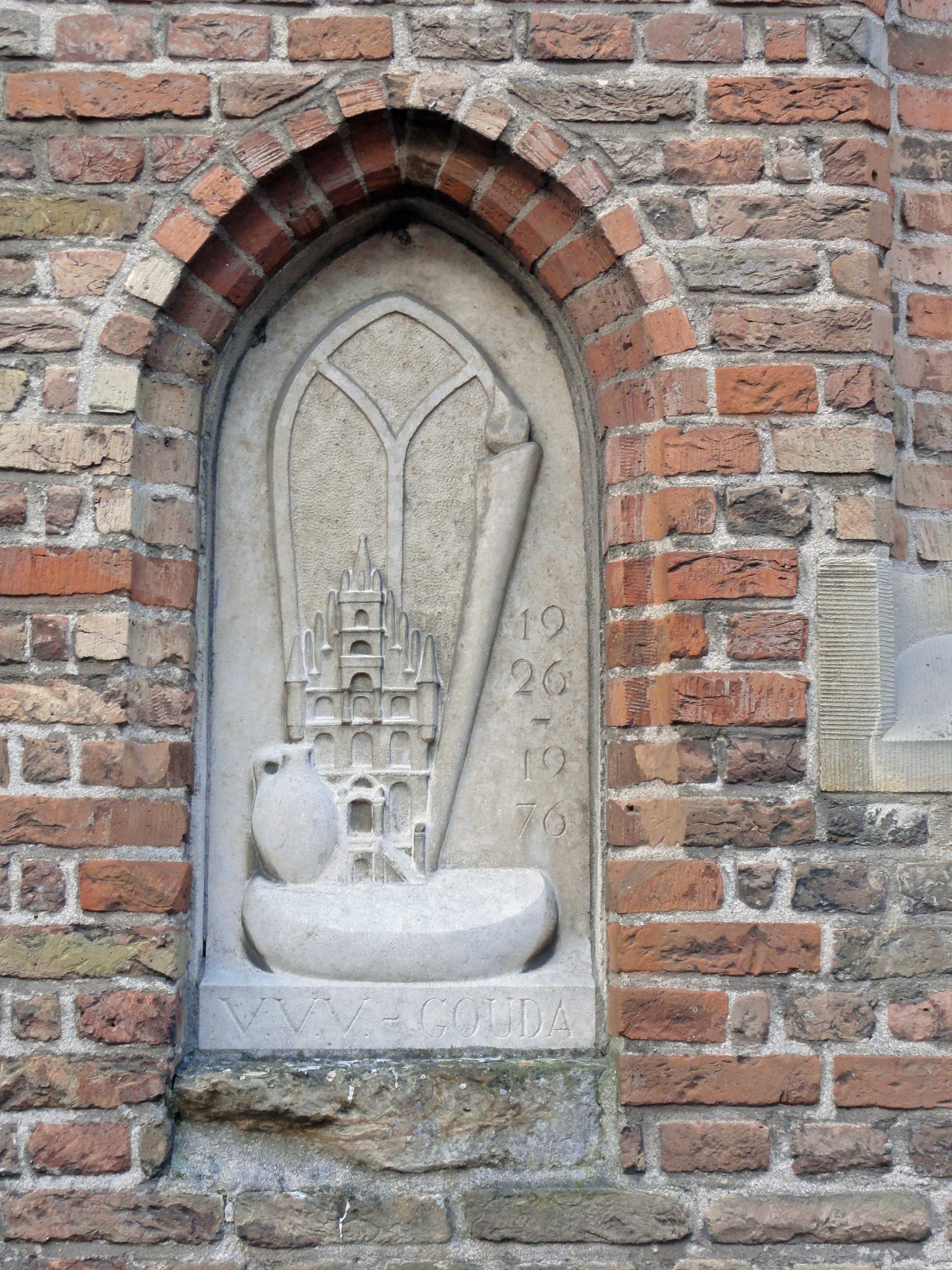
Stadhuis van Gouda (Agnietenkapel)
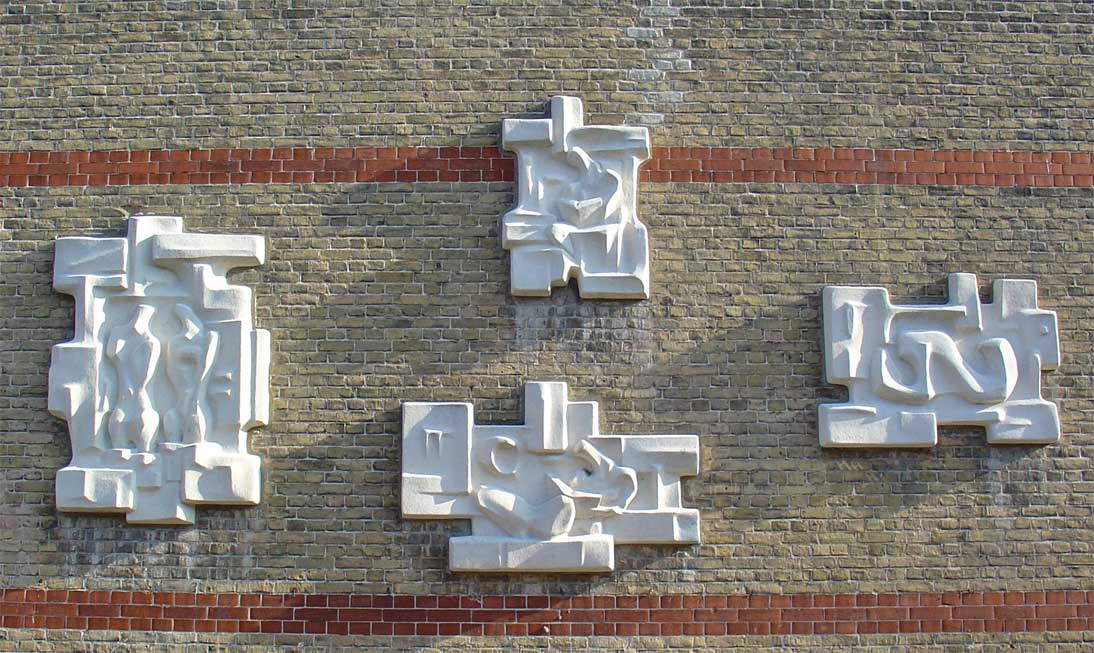
Zonder titel Gouda

- Biografisch Portaal: 58180001
- RKD-Nederlands Instituut voor Kunstgeschiedenis: 12779